# Nkangamo
Nkangamo è una circoscrizione rurale (rural ward) della Tanzania situata nel distretto di Momba, regione di Mbeya. Conta una popolazione di 12 996 abitanti (censimento 2012).